# Радебе, Нтутуко
Нтутуко Радебе (англ. Ntuthuko Radebe; 29 сентября 1994, Йоханнесбург — 4 июля 2017, Йоханнесбург) — южноафриканский футболист, игравший на позиции защитника.

## Карьера
Молодёжную карьеру начинал в академии Эспайр. В 2012 году присоединился к молодёжному составу бельгийского клуба «Эйпен».
В 2012 году получил вызов в основную команду. 15 декабря 2015 года дебютировал за «Эйпен», которым в то время руководил Тинтин Маркес, во втором бельгийском дивизионе в матче против «Дессел Спорт», заменив Фазу Кучебаша. 26 января 2014 года Радебе отметился дебютным голом в ворота «Эндрахт Аальст» на 20 минуте встречи. С 2012 по 2015 Нтутуко принял участие в 34 матчах и забил 1 гол. В сезоне 2015/16 «Эйпен» занял второе место во втором дивизионе и получил право в следующем выступать в Про-лиге. 15 октября 2016 года в матче против «Васланд-Беверен» Радебе, выйдя в основном составе, дебютировал за команду в высшем дивизионе Бельгии.

## Смерть
4 июля 2017 года погиб в автокатастрофе.

## Статистика
| Клуб    | Клуб       | Клуб            | Лига  | Лига | Кубок         | Кубок         | Континент | Континент | Итог  | Итог |
| Сезон   | Клуб       | Лига            | Матчи | Голы | Матчи         | Голы          | Матчи     | Голы      | Матчи | Голы |
| Бельгия | Бельгия    | Бельгия         | Лига  | Лига | Кубок Бельгии | Кубок Бельгии | Европа    | Европа    | Итог  | Итог |
| ------- | ---------- | --------------- | ----- | ---- | ------------- | ------------- | --------- | --------- | ----- | ---- |
| 2012/13 | Эйпен      | Второй дивизион | 7     | 0    | 0             | 0             | —         | —         | 7     | 0    |
| 2013/14 | Эйпен      | Второй дивизион | 18    | 1    | 0             | 0             | —         | —         | 18    | 1    |
| 2014/15 | Эйпен      | Второй дивизион | 6     | 0    | 0             | 0             | —         | —         | 6     | 0    |
| 2015/16 | Эйпен      | Второй дивизион | 3     | 0    | 0             | 0             | —         | —         | 3     | 0    |
| 2016/17 | Эйпен      | Первый дивизион | 1     | 0    | 1             | 0             | —         | —         | 2     | 0    |
| Итог    | Бельгия    | Бельгия         | 35    | 1    | 1             | 0             | 0         | 0         | 36    | 1    |
| Итог    | Общий итог | Общий итог      | 35    | 1    | 1             | 0             | 0         | 0         | 36    | 1    |